# Giovanni Agnelli
Giovanni "Gianni" Agnelli, OMRI, OML, OMCA, CGVM, CMG (12. marts 1921 - 24. januar 2003), også kendt som L'Avvocato ("Advokaten"), var en italiensk industrimagnat og hovedaktionær i Fiat. Som leder af Fiat kontrollerede han 4,4 % af Italiens BNP, 3,1 % af landets industrielle arbejdsstyrke og 16,5 % af landets investering i industriel forskning. Han var den rigeste man i moderne italiensk historie.
Agnelli blev betragtet som havende en upåklagelig og let excentrisk tøjstil, der har haft indflydelse på både italiensk og international herremode. Han havde et stort antal jakkesæt fra Caraceni. Han var også kendt for at bære sit armbåndsur oven på sin skjortemanchet, hvilket bliver betragtet som et eksempel på sprezzatura.
Han blev dekoreret med Storkorset i Republikken Italiens fortjenstorden i 1967 og titlen Ridder for Arbejde (Cavaliere del lavoro) i 1977. Efter hans død i 2003 blev kontrollen over firmaet gradvist overgivet til hans barnebarn og arving John Elkann.